# Цзяннань

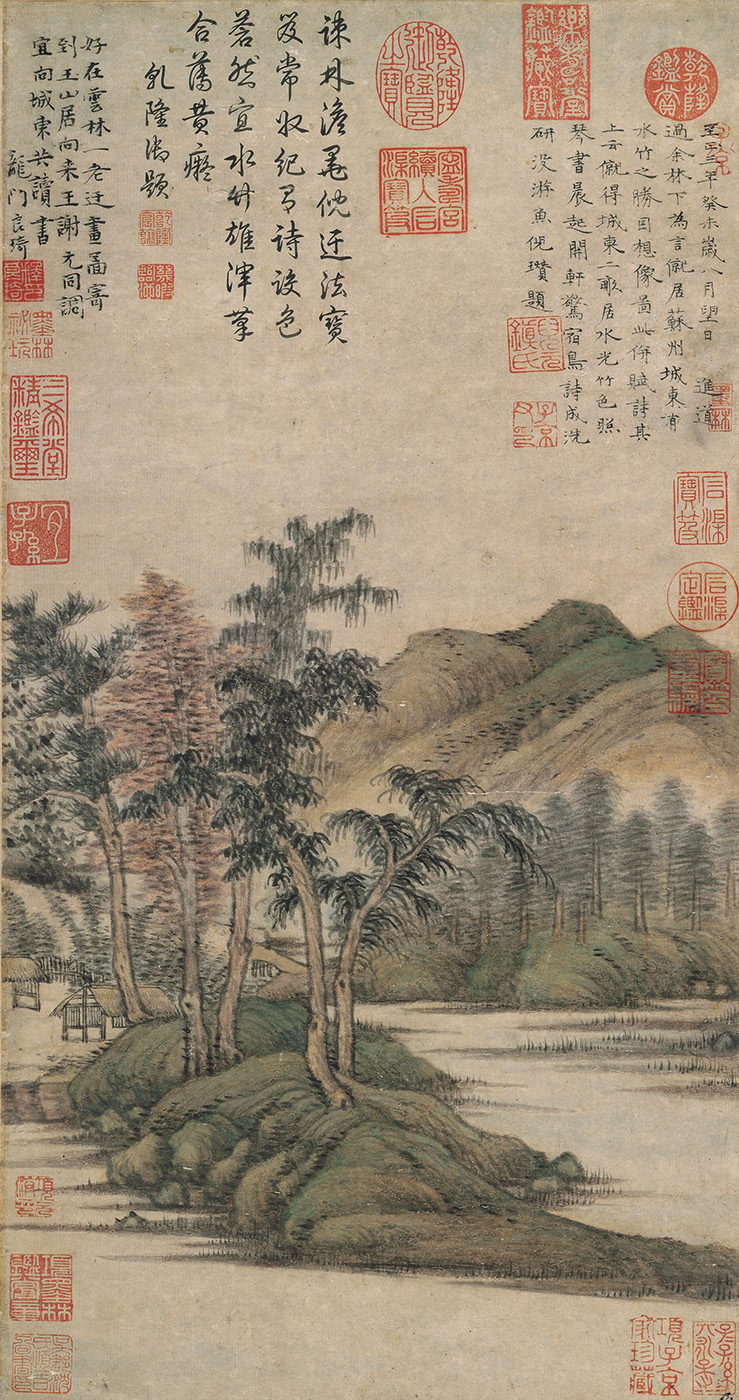
«Вода и бамбуковый домик», один из шедевров цзяннаньского художника Ни Цзаня (1301—1374)

Цзяннань (кит. упр. 江南, пиньинь Jiāngnán, буквально: «К югу от реки (Янцзы)») — историческая область в Китае, занимающая правый берег нижнего течения реки Янцзы. В современном административно-территориальном делении, включает южные (правобережные) части провинций Цзянсу (с Нанкином, Сучжоу и Уси) и Аньхой, город Шанхай, и северный Чжэцзян (c Ханчжоу и Нинбо). В значительной степени совпадает с регионом, известным ныне как Дельта Янцзы.

## География

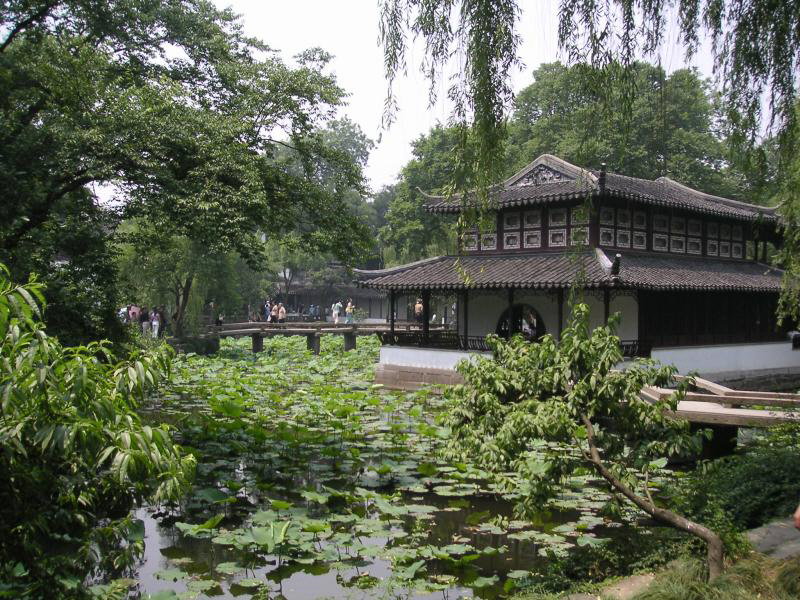
«Сад скромного бюрократа» в Сучжоу

Занимая главным образом низменные территории, обладая влажным климатом, и находясь в низовье крупных рек, текущих в Восточно-китайское море, Цзяннань изобилует водоёмами, крупнейшим из которых является озеро Тайху. Многочисленные каналы, важнейшим из которых исторически является южное продолжение Великого канала (от города Чжэнцзян на Янцзы до Ханчжоу на реке Цяньтанцзян) многие века не только служили для транспортных нужд, но и придавали своеобразный колорит городам и селам этого края.

## История

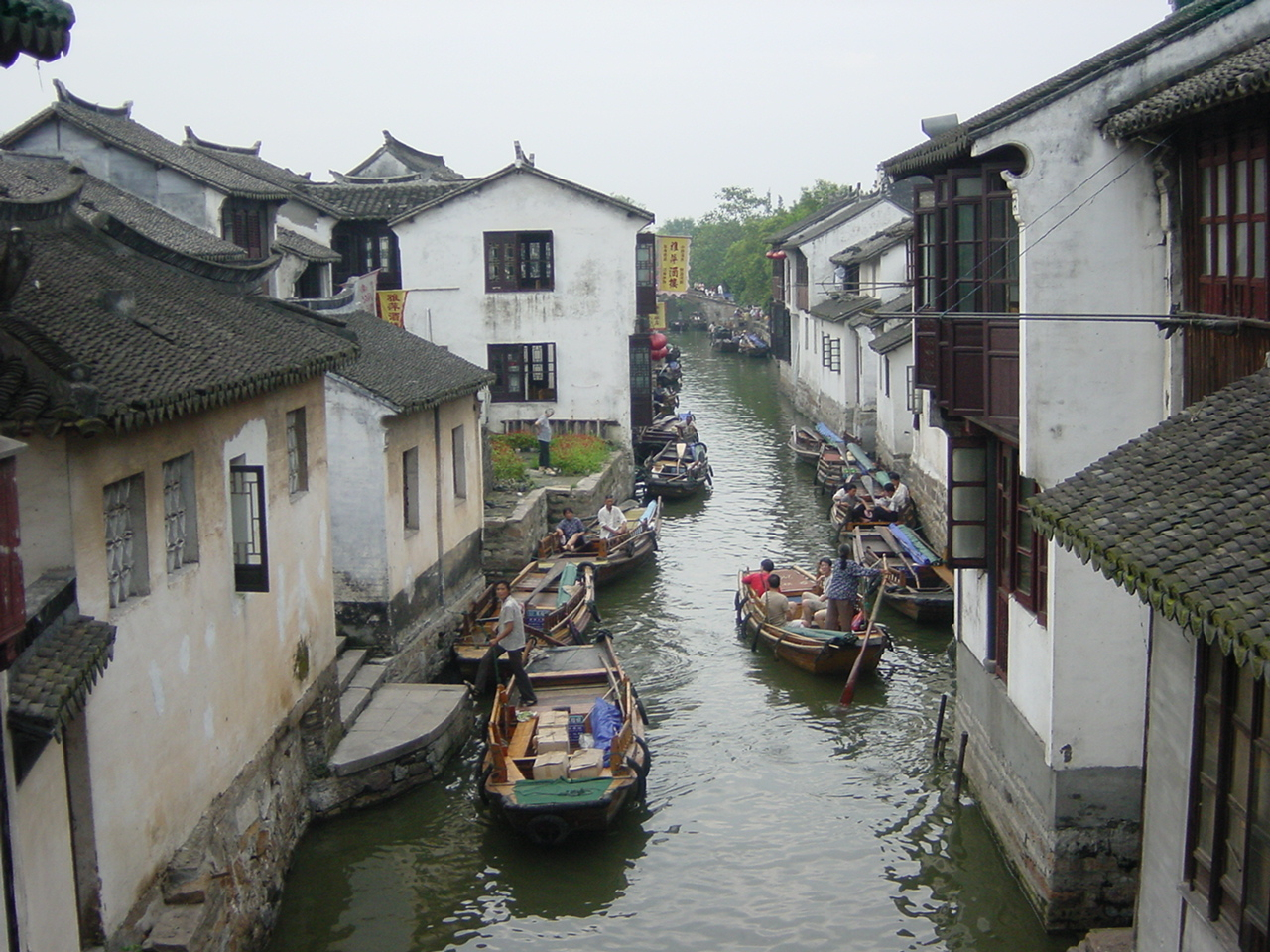
Посёлок Чжоучжуан, близ Сучжоу

Цзяннань многие века считалась центром культуры, ремесел и торговли, и до значительной степени остается таковым и по сей день.
Кроме благоприятных естественных условий и центрального расположения в системе (главным образом водных) путей сообщений средневекового Китая, возвышению её способствовало перенесение в Ханчжоу столицы Сунской династии после захвата северного Китая чжурчжэнями и падения Кайфына в 1127 г.
Корейский «невольный путешественник» Чхве Пу, пересекший значительную часть Китая с юга на север в 1488 г, даёт в своей книге характерное сравнение Цзяннани и северного Китая: просторные дома под черепичными кровлями к югу от Янцзы и хижины с соломенными крышами на севере; паланкины на юге и лошади с ишаками на севере; усердие крестьян, ремесленников и торговцев на юге и лень на севере; добронравные и образованные южане и сварливые неграмотные северяне.